# Michael Bowes-Lyon, XVII conte di Strathmore e Kinghorne
Fergus Michael Claude Bowes-Lyon, XVII conte di Strathmore e Kinghorne (Londra, 31 dicembre 1928 – Scozia, 19 agosto 1987), è stato un nobile britannico.

## Biografia
Fergus Michael Claude Bowes-Lyon era figlio di Michael Claude Hamilton Bowes-Lyon e di Elizabeth Margaret Cator. I suoi nonni paterni erano Claude Bowes-Lyon, XIV Conte di Strathmore e Kinghorne e Cecilia Cavendish-Bentinck. Era altresì nipote della regina madre Elizabeth Bowes-Lyon e quindi cugino di primo grado della regina Elisabetta II del Regno Unito.
Il 10 aprile 1956 sposò Mary Pamela McCorquodale. La coppia ebbe tre figli:
- Michael Fergus Bowes-Lyon, 7 giugno 1957 – 27 febbraio 2016 (sposa nel 1984 Isobel Weatherall (div. 2005), risposa nel 2005 Damaris Stuart-William; ha discendenza)[3]
- Lady Elizabeth Mary Cecilia Bowes-Lyon - nata il 23 dicembre 1959, sposò Antony Richard Leeming nel 1990.[3]
- Lady Diana Evelyn Bowes-Lyon - nata il 29 dicembre 1966, sposò Christopher Godfrey Faussett l'8 aprile 1995.[3]

Ereditò la contea di Strathmore e Kinghorne alla morte del suo primo cugino Timothy Bowes-Lyon, XVI Conte di Strathmore e Kinghorne, titolo che mantenne sino alla propria morte, quando gli succedette il figlio primogenito.

## Ascendenza
|                                                          |                 |                                       | Genitori                             |  |  | Nonni |  |  | Bisnonni                                                |  |  | Trisnonni                             |  |
|                                                          |                 |                                       |                                      |  |  |       |  |  | Claude Bowes-Lyon, XIII conte di Strathmore e Kinghorne |  |  | Thomas George Lyon-Bowes, lord Glamis |  |
|                                                          |                 |                                       |                                      |  |  |       |  |  | Claude Bowes-Lyon, XIII conte di Strathmore e Kinghorne |  |  | Thomas George Lyon-Bowes, lord Glamis |  |
|                                                          |                 | Charlotte Grimstead                   |                                      |  |  |       |  |  | Claude Bowes-Lyon, XIII conte di Strathmore e Kinghorne |  |  |                                       |  |
| Claude Bowes-Lyon, XIV conte di Strathmore e Kinghorne   |                 |                                       |                                      |  |  |       |  |  | Claude Bowes-Lyon, XIII conte di Strathmore e Kinghorne |  |  |                                       |  |
|                                                          |                 | Frances Dora Smith                    | Oswald Smith                         |  |  |       |  |  |                                                         |  |  |                                       |  |
|                                                          |                 | Frances Dora Smith                    | Oswald Smith                         |  |  |       |  |  |                                                         |  |  |                                       |  |
|                                                          |                 | Frances Dora Smith                    | Henrietta Mildred Hodgson            |  |  |       |  |  |                                                         |  |  |                                       |  |
| hon. Michael Claude Hamilton Bowes-Lyon                  |                 | Frances Dora Smith                    |                                      |  |  |       |  |  |                                                         |  |  |                                       |  |
|                                                          |                 | rev. Charles Cavendish-Bentinck       | lord Charles Cavendish-Bentinck      |  |  |       |  |  |                                                         |  |  |                                       |  |
|                                                          |                 | rev. Charles Cavendish-Bentinck       | lord Charles Cavendish-Bentinck      |  |  |       |  |  |                                                         |  |  |                                       |  |
|                                                          |                 | rev. Charles Cavendish-Bentinck       | lady Anne Wellesley                  |  |  |       |  |  |                                                         |  |  |                                       |  |
| Cecilia Cavendish-Bentinck                               |                 | rev. Charles Cavendish-Bentinck       |                                      |  |  |       |  |  |                                                         |  |  |                                       |  |
|                                                          |                 | Caroline Louisa Burnaby               | Edwyn Burnaby                        |  |  |       |  |  |                                                         |  |  |                                       |  |
|                                                          |                 | Caroline Louisa Burnaby               | Edwyn Burnaby                        |  |  |       |  |  |                                                         |  |  |                                       |  |
|                                                          |                 | Caroline Louisa Burnaby               | Anne Caroline Salisbury              |  |  |       |  |  |                                                         |  |  |                                       |  |
| Michael Bowes-Lyon, XVII conte di Strathmore e Kinghorne |                 | Caroline Louisa Burnaby               |                                      |  |  |       |  |  |                                                         |  |  |                                       |  |
|                                                          | Albemarle Cator | Albemarle Cator                       |                                      |  |  |       |  |  |                                                         |  |  |                                       |  |
|                                                          | Albemarle Cator | Albemarle Cator                       |                                      |  |  |       |  |  |                                                         |  |  |                                       |  |
|                                                          | Albemarle Cator | Elizabeth Margaret Blakeney           |                                      |  |  |       |  |  |                                                         |  |  |                                       |  |
| John Cator                                               | Albemarle Cator |                                       |                                      |  |  |       |  |  |                                                         |  |  |                                       |  |
|                                                          |                 | Mary Molesworth Cordelia Mohun-Harris | Christopher Arthur Mohun-Harris      |  |  |       |  |  |                                                         |  |  |                                       |  |
|                                                          |                 | Mary Molesworth Cordelia Mohun-Harris | Christopher Arthur Mohun-Harris      |  |  |       |  |  |                                                         |  |  |                                       |  |
|                                                          |                 | Mary Molesworth Cordelia Mohun-Harris | Louisa Eleonora Watkins              |  |  |       |  |  |                                                         |  |  |                                       |  |
| Elizabeth Margaret Cator                                 |                 | Mary Molesworth Cordelia Mohun-Harris |                                      |  |  |       |  |  |                                                         |  |  |                                       |  |
|                                                          |                 | Henry John Adeane                     | Henry John Adeane                    |  |  |       |  |  |                                                         |  |  |                                       |  |
|                                                          |                 | Henry John Adeane                     | Henry John Adeane                    |  |  |       |  |  |                                                         |  |  |                                       |  |
|                                                          |                 | Henry John Adeane                     | hon. Matilda Abigail Stanley         |  |  |       |  |  |                                                         |  |  |                                       |  |
| Maud Adeane                                              |                 | Henry John Adeane                     |                                      |  |  |       |  |  |                                                         |  |  |                                       |  |
|                                                          |                 | lady Elizabeth Philippa Yorke         | Charles Yorke, IV conte di Hardwicke |  |  |       |  |  |                                                         |  |  |                                       |  |
|                                                          |                 | lady Elizabeth Philippa Yorke         | Charles Yorke, IV conte di Hardwicke |  |  |       |  |  |                                                         |  |  |                                       |  |
|                                                          |                 | lady Elizabeth Philippa Yorke         | Elizabeth Weake Rattray              |  |  |       |  |  |                                                         |  |  |                                       |  |
|                                                          |                 | lady Elizabeth Philippa Yorke         |                                      |  |  |       |  |  |                                                         |  |  |                                       |  |